# Arcane Rain Fell
Arcane rain fell è un album del gruppo musicale doom/gothic metal svedese dei Draconian, pubblicato il 24 gennaio 2005 per la Napalm Records.

## Tracce
1. A Scenery of Loss – 9:10
2. Daylight Misery – 5:30
3. The Apostasy Canticle – 9:51
4. Expostulation – 2:05
5. Heaven Laid in Tears – 6:54
6. The Abhorrent Rays – 5:32
7. The Everlasting Scar – 6:00
8. Death, Come Near Me – 15:22

## Formazione
- Anders Jacobsson - voce
- Lisa Johansson - voce
- Johan Ericson - chitarra solista e ritmica , voce pulita
- Magnus Bergström - chitarra ritmica
- Jesper Stolpe - basso
- Andreas Karlsson - sintetizzatore e programmazione
- Jerry Torstensson - batteria e percussioni